# Mesegar de Corneja
Mesegar de Corneja település Spanyolországban, Ávila tartományban. Mesegar de Corneja Bonilla de la Sierra, San Miguel de Corneja, Piedrahíta, Malpartida de Corneja, Becedillas, Zapardiel de la Cañada és Tórtoles községekkel határos. Lakosainak száma 66 fő (2024).

## Népesség
A település népessége az utóbbi években az alábbiak szerint változott:
| Lakosok száma | 116  | 100  | 100  | 82   | 80   | 77   | 70   | 62   | 57   | 66   |
|               | 2001 | 2004 | 2006 | 2009 | 2011 | 2014 | 2016 | 2019 | 2021 | 2024 |